# 佐竹義里
佐竹 義里（さたけ よしさと）は、戦国時代の武将。常陸国の大名佐竹氏の第15代当主佐竹義舜の四男。佐竹南家初代当主。

## 生涯
天文24年（1555年/弘治元年）に作成されたとされる宇留野本「佐竹系図」によれば、亥年生まれで仮名は三郎、初名は義隣（よしさと）とある。父の没年及び兄弟の生年から、記述の亥年は永正12年（1515年）とみられている。
天文2年8月12日に北殿家の佐竹義信、翌年には東殿家の佐竹政義が没し、更に天文8年7月7日には北殿家の佐竹義住が部垂の乱鎮圧中に戦死した。こうした事態に対して佐竹宗家を支えるために創設されたのが、義里の南殿家（佐竹南家）であったと考えられている。
父の没後は兄の佐竹義篤を助け、兄の死後は東殿家の佐竹義堅や北殿家の佐竹義廉らと協力して若年の甥である佐竹義昭を補佐した。義里は佐竹家の居城・太田城の南に居城を構えたため、「南殿」と称され、その一族は江戸時代を通じて佐竹本家の補佐を務めた。
義昭の没後はその息子である佐竹義重を補佐する。永禄10年（1567年）には義重の命令を受けて那須氏の内紛に介入し、佐竹軍の総大将として出陣する。義里は義重の弟・佐竹義尚（那須資綱）を擁立しようとする大関高増を支援して那須資胤と戦ったが、烏山近郊の大川井山で大敗を喫した。後に那須氏の内紛が終結すると義尚の那須氏入りは消滅し、また義里自身が敗戦の責を問われ隠居したため、義尚を自らの養子に迎えて後継者とした。なお、義里に娘がいたとする系図（「佐竹南家系図」）もあり、義尚が婿養子であった可能性もある。ただし、義里の実像は不明な点が多く、天文12年（1543年）に没したとも伝わり、その場合は義里の没後に絶家となった佐竹南家を義尚が再興したということになる。ただし、現存する古文書の中に佐竹義昭から義里に対する命令文書が残されており、実際に没したのは義昭が家督を継承した天文14年（1545年）から永禄年間にかけての時期と推定されている。